# 새 미국 성경 개정판
새 미국 성경 개정판(영어: New American Bible Revised Edition, NABRE)은 미국 가톨릭교회의 영어 성경이다. 새 미국 성경이 나온 지 20년 만에 나온 개정판이다. 새 미국 성경은 그리스도교 교리 신심회의 후원을 받아 1970년 초판이 출판되었다.
신약성경의 개정은 1978년에 시작하여 1986년에 완료하였으며, 총 13명의 번역가와 5명의 편집자가 참여하였다. 시편을 포함한 구약성경의 절반은 1991년에 개정 작업을 시작하였으며, 총 30명의 번역가와 6명의 편집자가 참여하였다. 나머지 구약성경의 절반은 1994년에 개정 작업을 시작하였으며, 40명의 번역가와 8명의 편집자가 참여하였다. 시편은 7명의 번역가와 2명의 편집자가 추가로 참여하여 2009년부터 2010년 사이에 재개정되었다.
구약성경의 개정판은 2010년 미국 가톨릭 주교회의로부터 공식 인가를 받았다. 이후 신약성경과 1986년 번역판과 2010년 인가받은 구약성경 번역판을 한 권의 책으로 묶어서, 2011년 3월 9일 새 미국 성경 개정판이라는 제목으로 출판하였다.
1994년에 시작된 구약성경의 개정 작업에 대한 상세한 과정에 대해서는 새 미국 성경 문서를 참조하라.

## 성경의 번역 대본
신약성경의 대부분은 오늘날 가장 유명한 두 그리스어 신약성경 편집판인 UBS(3판)과 NA(26판)을 번역 대본으로 삼고 있다. 자세한 사항은 다음과 같다.
출처: “신약성경은 쿠어트 알란트와 매튜 블랙, 카를로 마리아 마르티니, 브루스 매닝 매츠거, 알렌 윅그린 등이 편집하였으며, 1975년 세계성서공회가 출판한 그리스어 신약성경(Novum Testamentum Graece) 제3판을 번역 대본으로 삼았다. 슈투트가르트 독일성서공회에서는 제3판의 비평연구자료를 참고하여 인쇄술을 달리하고 구두점을 새롭게 찍음으로써 1976년 네슬레-알란트판 그리스어 신약성경 제26판을 출판하였다. 제26판 역시 많은 비평을 받았다.”
구약성경 인용:
구약성경의 주요 출처는 새 미국 성경이며, 더 정확하게 말하자면 슈투트가르트판 히브리어 성경(BHS: Biblia Hebraica Stuttgartensia)과 70인역, 사해 문서를 번역 대본으로 채택하였다. 그외 나머지는 시나이 사본을 채택하였다. 자세한 사항은 다음과 같다.

## 같이 보기
- 새 미국 성경